# 霍爾茨里希特冰川
84°50′S 172°30′W / 84.833°S 172.500°W
霍爾茨里希特冰川（英語：Holzrichter Glacier），是南極洲的冰川，位於杜費克海岸，流經奧拉夫王子山脈東北坡，最終在道奇山以北注入戈夫冰川，現時由南極條約體系管理。